# Niccolò Bonifazio
Niccolò Bonifazio (Cuneo, 29 ottobre 1993) è un ex ciclista su strada italiano.
Professionista dal 2014 al 2024, ha caratteristiche di velocista; in carriera ha vinto diverse semi-classiche, tra cui la Coppa Agostoni 2014, il Gran Premio di Lugano 2015 e due edizioni del Grote Prijs Jef Scherens

## Palmarès
- 2010 (Juniores)[1]

Coppa Melani
- 2011 (Juniores)[2]

Trofeo Mamma e Papà Otelli
Trofeo Ferioli Santino
3ª tappa Kroz Istru (Pola)
Coppa Primo Maggio - Ponzano Magra
Trofeo Rovelli Maria in Isella
Gran Premio dell'Arno
Trofeo Est Ticino
Trofeo Gorato
Trofeo Energy Team
- 2012 (Viris Vigevano, sette vittorie)

Memorial Gigi Pezzoni
Coppa I Maggio - Memorial Sergio Viola
2ª tappa Giro Ciclistico Pesche Nettarine di Romagna (Medicina)
Giro della Valcavasia
Circuito Castelnovese
Circuito Alzanese
Circuito Molinese
- 2013 (Viris Vigevano, sette vittorie)

Gran Premio Fiera della Possenta
Trofeo Giacomo Larghi
Gran Premio Camon
3ª tappa Giro Ciclistico Pesche Nettarine di Romagna (Faenza)
Coppa Giuseppe Romita
2ª tappa Coupe des Nations Ville de Saguenay (Circuito di Jonquière) (con la Nazionale italiana)
Circuito Castelnovese
- 2014 (Lampre-Merida, cinque vittorie)

6ª tappa Tour of Japan (Tokyo > Tokyo)
Coppa Agostoni
2ª tappa Tour of Hainan (Chengmai > Haikou)
6ª tappa Tour of Hainan (Sanya > Dongfang)
8ª tappa Tour of Hainan (Wuzhishan > Danzhou)
- 2015 (Lampre-Merida, due vittorie)

Gran Premio di Lugano
7ª tappa Tour of Japan (Tokyo > Tokyo)
- 2016 (Trek-Segafredo, una vittoria)

3ª tappa Tour de Pologne (Zawiercie > Nowy Sącz)
- 2018 (Bahrain Merida, una vittoria)

1ª tappa Tour of Croatia (Osijek > Koprivnica)
- 2019 (Direct Énergie/Total Direct Énergie, sette vittorie)

1ª tappa La Tropicale Amissa Bongo (Bongoville > Moanda)
2ª tappa La Tropicale Amissa Bongo (Franceville > Okondja)
5ª tappa La Tropicale Amissa Bongo (Bitam > Mongomo)
Classifica generale La Tropicale Amissa Bongo
1ª tappa Vuelta Ciclista Comunidad de Madrid (Aranjuez > Aranjuez)
Omloop Mandel-Leie-Schelde Meulebeke
Grote Prijs Jef Scherens
- 2020 (Total Direct Énergie, due vittorie)

2ª tappa Saudi Tour (Sadus > Riad)
5ª tappa Parigi-Nizza (Gannat > La Côte-Saint-André)
- 2021 (Total Direct Énergie/TotalEnergies, una vittoria)

Grote Prijs Jef Scherens
- 2022 (TotalEnergies, una vittoria)

4ª tappa Route d'Occitanie (Les Angles > Auterive)
- 2023 (Intermarché-Circus-Wanty, una vittoria)

2ª tappa Giro di Sicilia (Canicattì > Vittoria)

### Altri successi
- 2014 (Lampre-Merida)

Sakai International Criterium
Classifica a punti Tour of Hainan
- 2019 (Direct Énergie/Total Direct Énergie)

Classifica a punti La Tropicale Amissa Bongo
Classifica a punti Vuelta Ciclista Comunidad de Madrid

## Piazzamenti

### Grandi Giri
- Giro d'Italia

2018: 113º
2023: non partito (18ª tappa)
- Tour de France

2019: 137º
2020: 141º
- Vuelta a España

2016: ritirato (7ª tappa)

### Classiche monumento
- Milano-Sanremo

2015: 5º
2016: 17º
2017: 96º
2019: 130º
2020: 45º
2021: 62º
2022: 49º
2023: 77º
2024: 68º
- Giro delle Fiandre

2014: ritirato
2015: ritirato
2017: ritirato
- Parigi-Roubaix

2014: ritirato
2015: ritirato
2017: 89º
- Giro di Lombardia

2023: ritirato

### Competizioni mondiali
- Campionati del mondo

Copenaghen 2011 - In linea Junior: 13º

### Competizioni continentali
- Campionati europei su strada

Goes 2012 - In linea Under-23: 9º
- Campionati europei su pista

Anadia 2012 - Americana Under-23: 9º
Giochi europei
Minsk 2019- in linea Elite: 12°